# 浅木信幸
浅木 信幸（あさき のぶゆき、1967年7月10日 - ）は、日本の俳優。身長167cm。体重59kg。血液型はA型。
広島県出身。優企画所属。以前はジャパンアクションクラブ養成所に所属していた。

## 出演作品

### テレビドラマ
- 季節はずれの海岸物語'92秋（1992年）
- 幸福の予感（1996年）
- 協奏曲（1996年）
- おいしい関係（1996年）
- いのちの事件簿（1997年）
- 虹色定期便（1997年） - 工作員 役
- いい旅、いい夢、いい女（1999年）
- スキッと一心太助 第4話（1999年） - 房吉 役
- TEAM 第1話「犯人の名は未成年」（1999年）
- 池袋ウエストゲートパーク 第11話「ブクロの一番長い日 The Longest Day In Ikebukuro 6・23」（2000年）
- 新宿暴走救急隊 第3話「急性虫垂炎! 外国人花嫁が消えた!!」（2000年）
- 女子アナ。 第7話「せつない片想いが犯した罪!!」（2001年）
- ルーキー! 第1話「世にも不幸な新米刑事!」（2001年）
- ウルトラシリーズ
  - ウルトラマンコスモス 第29話「夢みる勇気」・第30話「エクリプス」（2002年） - SRC宇宙開発センター職員
  - ウルトラマンメビウス 第41話「思い出の先生」（2007年） - スーパー
- ペットシッター沢口華子の事件簿 第2作（2004年）
- アース・クエイク 平成18年春・東京大震災（2006年）
- 受験の神様（2007年）
- CHANGE（2008年）
- 非婚同盟（2009年）
- まっすぐな男（2010年）
- GM〜踊れドクター（2010年）
- 悪夢ちゃん 第1話「任夢」（2012年）
- 東京全力少女 第5話「三股オヤジに愛と怒りの鉄拳パンチ」（2012年）
- 相棒
  - Season 12 第15話「見知らぬ共犯者」（2014年） - 大家
  - Season 22 第1話「無敵の人〜特命係VS公安…失踪に潜む罠」（2023年） - 坂本慎二
- 仮面ライダードライブ 第22話（2015年）
- 鑑識の神様
- 古畑任三郎 S3第1話（通算第28回1999年4月13日、フジテレビ）
- 花咲舞が黙ってない 第3シリーズ 第4話（2024年5月4日、日本テレビ） - 支店長 役
- 特捜9 final season 第9話（2025年6月4日、テレビ朝日） - コンシェルジュ 役

### 映画
- 恋人はスナイパー（2004年）
- カイジ 人生逆転ゲーム（2009年）
- 相棒 -劇場版IV- 首都クライシス 人質は50万人! 特命係 最後の決断（2017年）
- 夜明けを信じて。（2020年10月、日活）財務部長 役

### Vシネマ
- 1・2の三四郎
- 傷だらけの愛

### 舞台
- 安寿と厨子王丸
- アンの青春
- カッコーの巣の上を…
- ギリシャ悲劇・エレクトラ
- 幕末時代劇・あまでうす
- はらだ玄・メークアップアート
- 朗読劇・舌切り雀

### CM
- カネボウ コッコアポ
- サントリー純生
- JA
- シック
- ソニー ハンディカム
- ナショナル パナホーム
- 任天堂 聖剣伝説
- 富士フイルム
- ポッカ100レモン
- UFJつばさ証券
- ロート製薬

### VP
- 警視庁
- 山之内製薬

### DVD
- 富豪刑事特典映像「ネオ・ドラマ想いで」